# Efter den tid som flytt
Efter den tid som flytt är en svensk dokumentärfilm från 2014 i regi av Ulf von Strauss. Filmen handlar om en grupp förskolebarn som von Strauss började filma 1984. Genom åren har han kontinuerligt filmat dem och ställt frågan: "Vad gör du år 2014?" Filmen besvarar den frågeställningen.